# 萨尔瓦多国家图书馆
萨尔瓦多国家图书馆（西班牙語：Biblioteca Nacional de El Salvador，缩写为BINAES）坐落于圣萨尔瓦多，是一座由中华人民共和国援建的图书馆。图书馆建于原弗朗西斯科·加维迪亚国家图书馆旧址，于2023年11月14日正式开放。

## 历史沿革

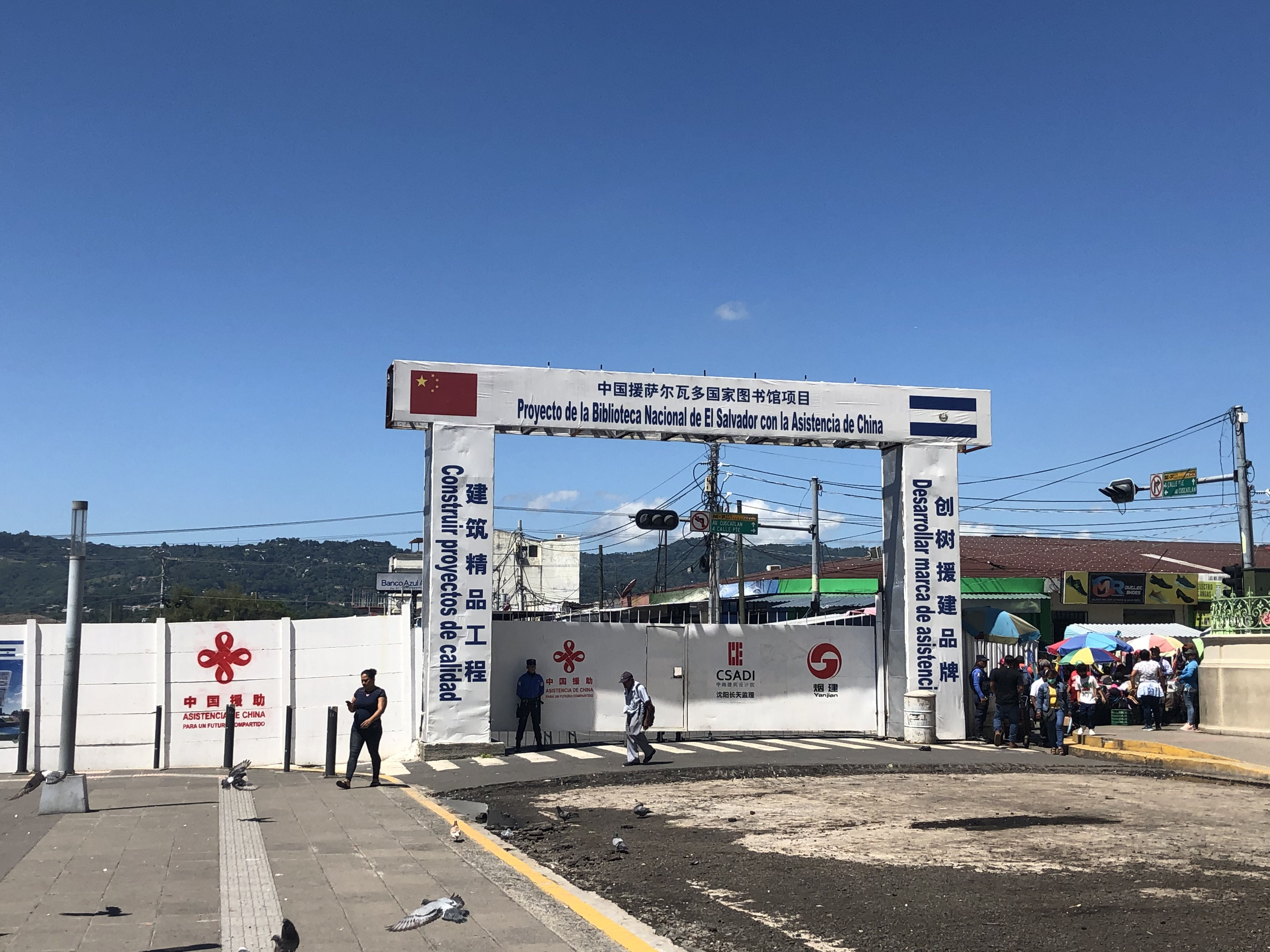
建设中的馆舍（2022年）

2019年12月，萨尔瓦多总统纳伊布·布克莱在访华后宣布，将在首都圣萨尔瓦多弗朗西斯科·加维迪亚国家图书馆处兴建一座新的国家图书馆，项目总投资约5400万美元，由中国提供技术支持。2021年10月4日，萨尔瓦多政府启动拆除弗朗西斯科·加维迪亚国家图书馆的工作。
新馆建设于2022年2月3日正式启动。
2023年11月14日，图书馆正式开放。布克莱总统在Twitter发布参观视频，其胞弟兼总统顾问卡里姆·布克莱和文化部副部长埃里克·多拉迪奥陪同出镜，展示了馆内各项设施。

## 服务功能
作为全球首家全年无休的国家图书馆，七层空间配置如下：
- 一层：藏书区（藏书6,000余册，配备咖啡厅、礼品店及报告厅），游戏区、科技体验区、故事会专区
- 二层：休息区（配备哺乳室），「生命之树」主题藏书区，医务室及心理运动训练区
- 三层：主藏书区（藏书26,000余册），《小王子》主题角、乐高创意区、游戏区、感官体验区及特殊教育教室
- 四层：《权力的游戏》、《星球大战》、《指环王》主题专区及扩展藏书区
- 五层：国家档案馆（西班牙语：Archivo General de la Nación (El Salvador)）历史文献典藏，拉丁美洲文学（英语：Latin American literature）与世界文学等
- 六层：自习室（配备飞行模拟器）、VR体验室、机器人实验室及电竞室
- 七层：景观餐厅、艺术展厅、观景平台及会议中心
- 全馆采用西班牙语、納瓦特爾語、英语三语标识[4]。

参考资料：
注：原馆部分藏书未展出。

## 延伸阅读
- Rubio, Francisco. . El Diario de Hoy. 2023-03-02  [2023-11-15] （西班牙语）.